# 釜山金井警察署
釜山金井警察署（プサングジョンけいさつしょ）は、釜山地方警察庁所管の警察署である。

## 管轄区域
- 金井区

## 沿革
- 1980年4月30日 - 金井警察署として開署。東莱警察署、海雲台警察署から派出所編入。管轄区域は東莱区のうち書洞、錦糸洞、五倫洞、釜谷洞、長箭洞、回東洞、仙洞、杜邱洞、老圃洞、青龍洞、南山洞、久瑞洞、金城洞
- 1988年1月1日 - 金井区設置に伴い、管轄区域が金井区に変更される。
- 1995年3月1日 - 梁山警察署から鉄馬、鼎冠の2派出所を編入。管轄区域が金井区と機張郡のうち鉄馬面、鼎冠面になる。
- 2010年12月1日 - 鉄馬、鼎冠の2派出所を釜山機張警察署設置に伴い移管。管轄区域が金井区のみになる。

## 管轄地区隊
- 梵魚地区隊
- 釜谷地区隊
- 長箭地区隊
- 書錦地区隊

## 管轄派出所
- 八松派出所

## 管轄治安センター
- 久瑞1治安センター
- 久瑞2治安センター
- 釜谷1治安センター
- 釜谷3治安センター
- 長箭1治安センター
- 長箭2治安センター
- 書1治安センター
- 書2治安センター
- 書3治安センター
- 回東治安センター